# 橘香堂 (倉敷市)

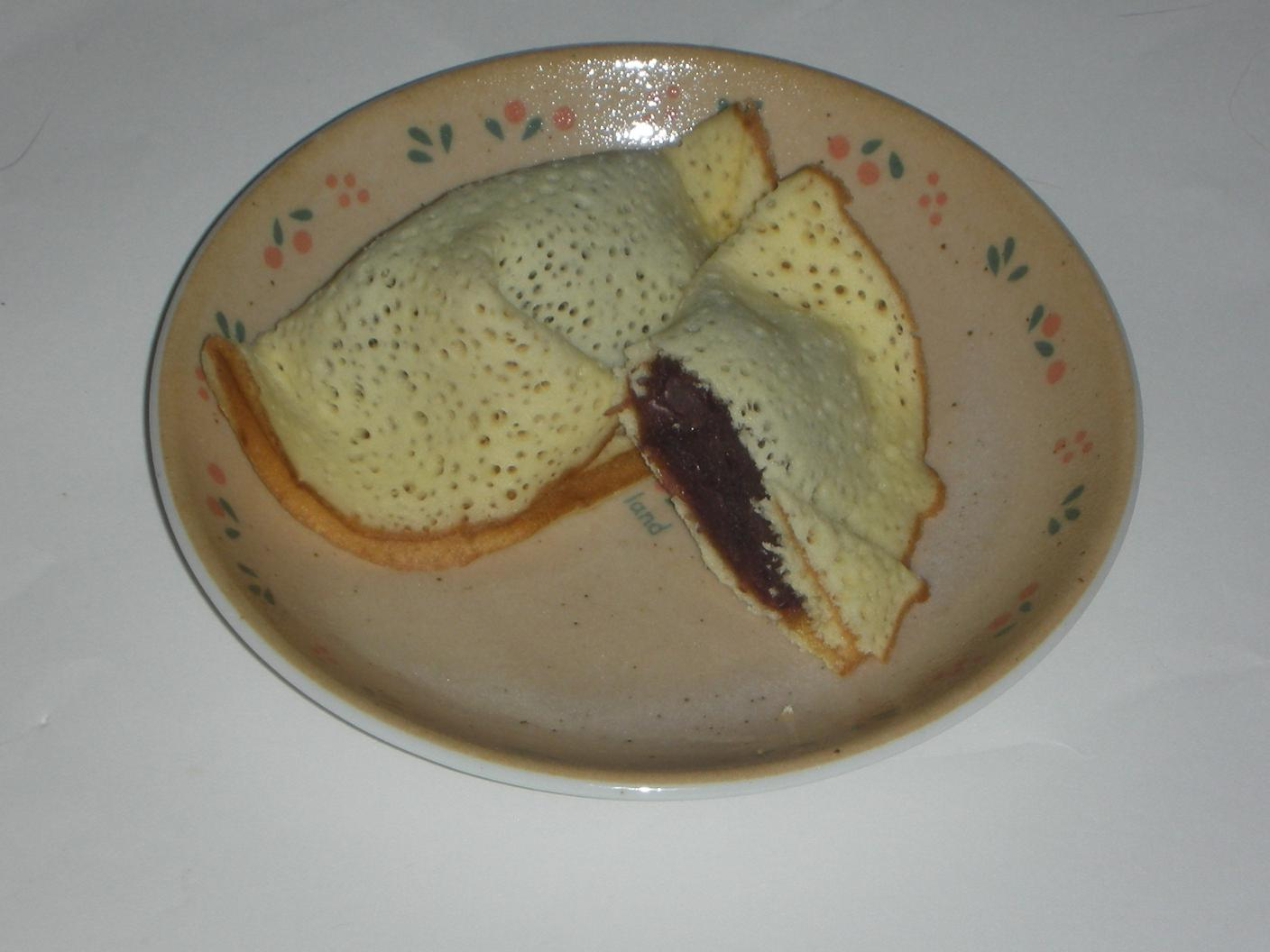
むらすゞめ

株式会社橘香堂（きっこうどう）は、岡山県倉敷市に本社を置く和菓子店。

## 概要
倉敷を代表する銘菓「むらすゞめ」で知られる老舗和菓子店。現在「むらすゞめ」に類似した商品を販売する和菓子店は倉敷市・岡山市に複数存在しているが、橘香堂はその元祖で知名度でも他を圧倒している。なお、「むらすゞめ」は同社の登録商標（日本第3116114号・同第5146576号）である。
「むらすゞめ」は1877年（明治10年）に初代・吉本代吉が創作し、当時の倉敷町長・林孚一が命名した。また、林孚一は店名についても、「菓子の祖」とされる橘に肖って「橘香堂」と名付け、橘香堂ではこの年を創業年としている。

## 主な商品
販売される商品は和菓子が全商品の8割を占め、2割が洋菓子となっている。
- むらすゞめ
- 栗まん
- すゞめのお宿
- 倉敷バームクーヘン

## 店舗
- 本店（岡山県倉敷市）
- 美観地区店（岡山県倉敷市） - 手焼き体験コーナーを併設。
- 市役所前店（岡山県倉敷市）
- Pモール連島店（岡山県倉敷市）
- 灘崎店（岡山県岡山市）
- イオン倉敷店（岡山県倉敷市）